# Tomasz Gryc
Tomasz Gryc (ur. 3 listopada 1974 w Warszawie) – polski kierowca rajdowy, od 2005 roku startujący w rajdowych samochodowych mistrzostwach Polski. Zdobywca 4 tytułów mistrzowskich w 2011 roku. Wicemistrz Polski w klasie 6 z 2012 roku oraz Mistrz Polski w klasie 3 z 2014 roku.

## Kariera
Tomasz Gryc karierę rajdową rozpoczął od startów Fiatem 126p w Rally Zoom – KJS, zdobywając licencję sportową. W kolejnych latach startował Fiatem Cinquecento, Oplem Astrą GSI i Renault Clio Sport. W 2010 roku zmienił samochód na Citroëna C2 R2 Max.

### 2005
- Pierwszy startem w mistrzostwach Polski był 62. Rajd Polski. Tomasz Gryc, pilotowany przez Marka Kaczmarka, nie ukończył zawodów. Awaria techniczna A-grupowego Opla Astry GSI wyeliminowała załogę z dalszej rywalizacji. Tomasz Gryc i Marek Kaczmarek startowali razem jeszcze w dwóch rajdach, których również nie ukończyli z przyczyn technicznych.

### 2006
Tomasz Gryc w 2006 roku zmienił samochód na A-grupowe Renault Clio Sport i wziął udział w 5 rajdach. Trzy z czterech rajdów z nowym pilotem Anną Dziwisz załoga ukończyła na mecie. Na ostatni start sezonu na fotel pilota powrócił jednorazowo Marek Kaczmarek.

### 2007 i 2008
- W latach 2007 – 2008 wystąpił jedynie dwa razy (za kierownicą A-grupowego Renault Clio Sport z nowym pilotem Wojciechem Skrebutenasem). Załoga nie ukończyła żadnego z rajdów.

### 2009
- To pierwszy poważny sezon Mistrzostw Polski w wykonaniu Tomasza Gryca. Nowy samochód – Citroën C2 R2 Max – i nowy pilot Krzysztof Zubik, pozwalają załodze osiągnąć metę w 6 startach zaliczanych do Mistrzostw Polski: 
  - 37. Rajd Elmot-Krause – 3. miejsce w klasyfikacji klasy A6; 20. miejsce w klasyfikacji generalnej rajdu
  - 5. Rajd Lotos Baltic Cup – 8. miejsce w klasyfikacji klasy A6; 26. miejsce w klasyfikacji generalnej rajdu
  - 24. Rajd Karkonoski – 2. miejsce w klasyfikacji klasy A6; 13. miejsce w klasyfikacji generalnej rajdu
  - 18. Rajd Rzeszowski – 7. miejsce w klasyfikacji klasy A6; 26. miejsce w klasyfikacji generalnej rajdu
  - Rajd Orlen – 5. miejsce w klasyfikacji klasy A6; 18. miejsce w klasyfikacji generalnej rajdu
  - 19. Rajd Dolnośląski – 4. miejsce w klasyfikacji klasy A6; 10. miejsce w klasyfikacji generalnej rajduTomasz Gryc i Michał Kuśnierz podczas 84. Rallye Monte-Carlo

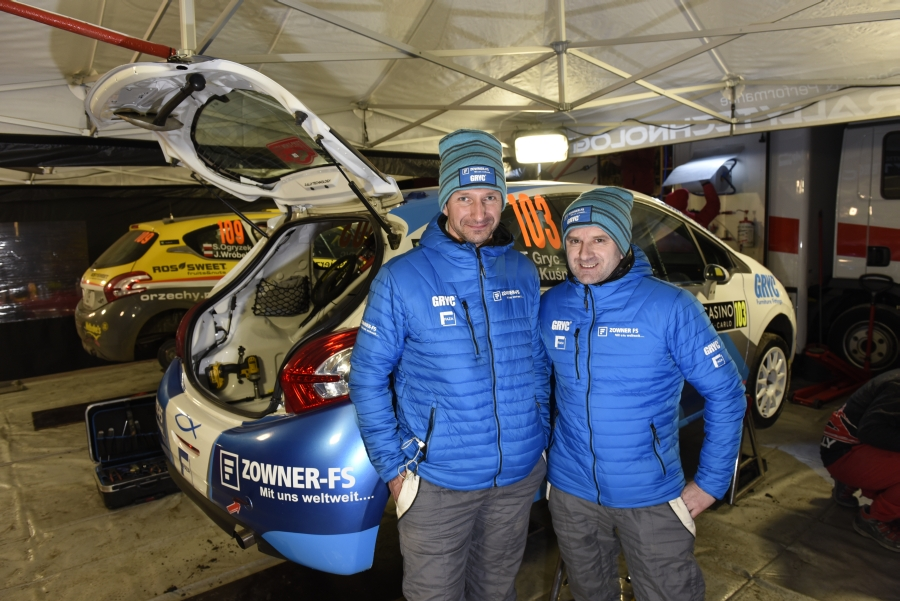
Tomasz Gryc i Michał Kuśnierz podczas 84. Rallye Monte-Carlo

### 2010
- Pierwsze poważne sukcesy sportowe Tomasz Gryc osiąga w 2010 roku – dwa razy staje na najniższym stopniu podium (Rajd Bohemia i Rajd Warszawski). Początek roku to kontynuacja współpracy z pilotem Krzysztofem Zubikiem. Od Rally Bohemia, na prawym fotelu zasiada bardzo doświadczony pilot rajdowy Michał Kuśnierz, który do końca 2012 tworzy załogę z Tomaszem Grycem. 
  - 38. Rajd Elmot-Krause – 5. miejsce w klasyfikacji Grupy R; 14. miejsce w klasyfikacji generalnej rajdu
  - 6. Rajd Lotos Baltic Cup – 7. miejsce w klasyfikacji Grupy R; 24. miejsce w klasyfikacji generalnej rajdu
  - 67. Rajd Polski – 8. miejsce w klasyfikacji Grupy R; 28. miejsce w klasyfikacji generalnej rajdu
  - Rally Bohemia – 3. miejsce w klasyfikacji Grupy R; 9. miejsce w klasyfikacji generalnej rajdu
  - 19. Rajd Rzeszowski – 5. miejsce w klasyfikacji Grupy R; 11. miejsce w klasyfikacji generalnej rajdu
  - 36. Rajd Warszawski – 3. miejsce w klasyfikacji Grupy R; 14. miejsce w klasyfikacji generalnej rajdu
  - 36. Rally Kosice – 5. miejsce w klasyfikacji Grupy R; 14. miejsce w klasyfikacji generalnej rajdu
  - 20. Rajd Dolnośląski – 5. miejsce w klasyfikacji Grupy R; 11. miejsce w klasyfikacji generalnej rajdu

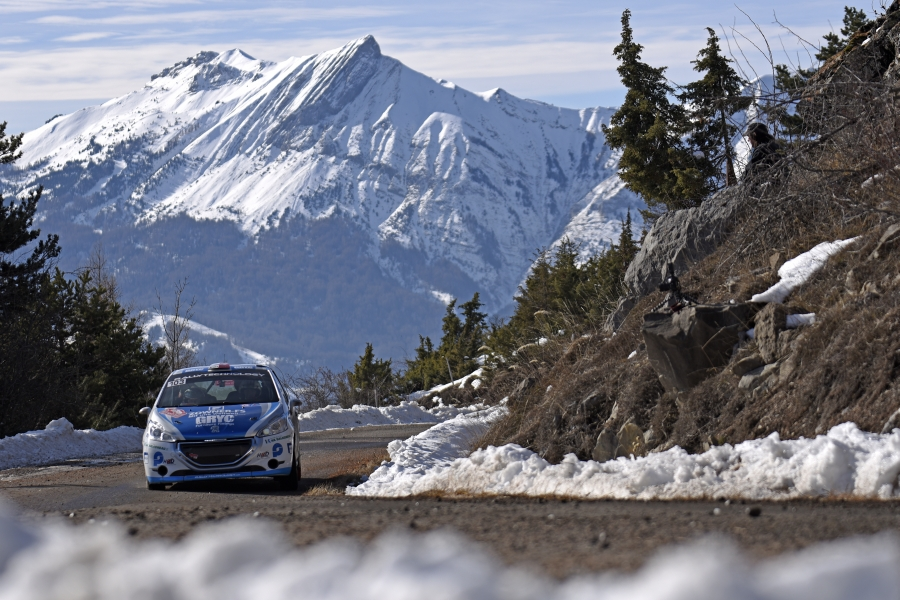
Załoga Gryc/Kuśnierz na trasie 84. Rallye Monte-Carlo

### 2011
Tomasz Gryc zdobywa aż 4 tytuły mistrzowskie. Oprócz startów w krajowym czempionacie, załoga równolegle walczy w Rajdowych Mistrzostwach Słowacji. 
- Dzięki liczbie przejechanych oesowych kilometrów i ogólnemu rajdowemu doświadczeniu, podczas 68. Rajdu Polski załoga Tomasz Gryc/Michał Kuśnierz świętuje swoje pierwsze zwycięstwo w klasie R2B,
- 7. Rajd Lotos Baltic Cup - 3. miejsce w klasyfikacji klasy R2B; 3. miejsce w klasyfikacji Grupy R; 13. miejsce w klasyfikacji generalnej rajdu,
- 39. Rajd Elmot-Krause - 2. miejsce w klasyfikacji klasy R2B; 5. miejsce w klasyfikacji Grupy R; 15. miejsce w klasyfikacji generalnej rajdu,
- 26. Rajd Karkonoski - 3. miejsce w klasyfikacji klasy R2B; 4. miejsce w klasyfikacji Grupy R; 15. miejsce w klasyfikacji generalnej rajdu,
- 20. Rajd Rzeszowski - 4. miejsce w klasyfikacji klasy R2B; 9. miejsce w klasyfikacji Grupy R; 24. miejsce w klasyfikacji generalnej rajdu,
- 21. Rajd Dolnośląski - 3. miejsce w klasyfikacji klasy R2B; 4. miejsce w klasyfikacji Grupy R; 11. miejsce w klasyfikacji generalnej rajdu,
- 68. Rajd Polski - 1. miejsce w klasyfikacji klasy R2B; 2. miejsce w klasyfikacji Grupy R; 16. miejsce w klasyfikacji generalnej rajdu,
- 37. Rally Kosice - 2. miejsce w klasyfikacji klasy R2B; 3. miejsce w klasyfikacji Grupy R; 9. miejsce w klasyfikacji generalnej rajdu
- W 2011 roku załoga Tomasz Gryc/Michał Kuśnierz bierze również udział w swoim pierwszym rajdzie we Francji. Na zaproszenie organizatora cyklu Citroën Racing Trophy 2011, zawodnicy startują w Rallye du Var (25-27.11.2011). Gryc-Racing w debiucie, jako jedyna polska załoga osiąga metę zawodów, zajmując 5. miejsce w swojej klasie oraz wygrywając przy tym jeden odcinek specjalny ze wszystkimi uczestnikami Pucharu Citroëna.

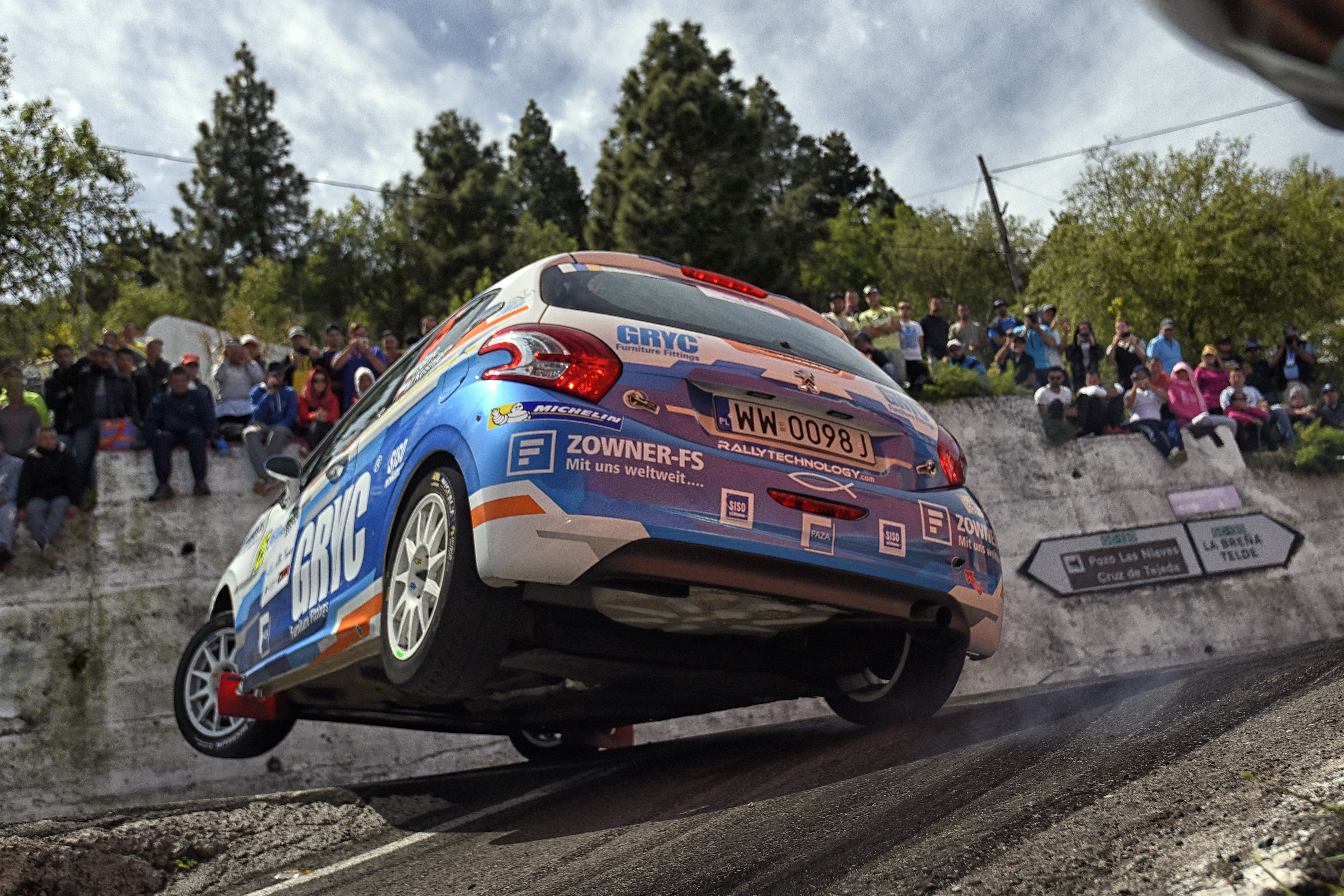
Załoga Gryc/Kuśnierz na trasie 40. Rally Islas Canarias

### 2012
- Tomasz Gryc kontynuuje swój udział w Pucharze Citroën Racing Trophy Polska. Załoga poza Mistrzostwami Polski bierze udział treningowo w 10. Rajdzie Mazowieckim i 42. Rajdzie Barum – zaliczanego do cyklu IRC. W Czechach zajmuje 4. miejsce w klasie 6, 1. miejsce wśród Citroënów C2 R2. Pomimo drobnych niepowodzeń technicznych, Tomasz Gryc kończy sezon Mistrzostw Polski zdobywając kolejny tytuł mistrzowski: Wicemistrza Polski w klasie 6. 
  - 8. Rajd Lotos Baltic Cup – załoga nie startuje z powodów osobistych
  - 40. Rajd Elmot-Krause – 1. miejsce w klasyfikacji klasy 6; 3. miejsce w klasyfikacji Grupy R; 13. miejsce w klasyfikacji generalnej rajdu
  - 27. Rajd Karkonoski – 7. miejsce w klasyfikacji klasy 6; 11. miejsce w klasyfikacji Grupy R; 23. miejsce w klasyfikacji generalnej rajdu
  - 21. Rajd Rzeszowski – załoga nie ukończyła z powodu awarii
  - 38. Rally Kosice – 5. miejsce w klasyfikacji klasy 6; 5. miejsce w klasyfikacji Grupy R; 15. miejsce w klasyfikacji generalnej rajdu
  - 69. Rajd Polski – 2. miejsce w klasyfikacji klasy 6; 6. miejsce w klasyfikacji Grupy R; 21. miejsce w klasyfikacji generalnej rajdu
  - 22. Rajd Dolnośląski – 1. miejsce w klasyfikacji klasy 6; 4. miejsce w klasyfikacji Grupy R; 12. miejsce w klasyfikacji generalnej rajdu

### 2013
- W 2013 roku Tomasz Gryc rozpoczął starty nowym samochodem – Suzuki Swift S1600 – oraz z nowym pilotem – Jakubem Gerberem[1]. Załoga wystartowała w 6 eliminacjach Mistrzostw Polski.
- Podczas 23. Rajdu Dolnośląskiego, Tomasz Gryc zadebiutował w samochodzie czteronapędowym (Peugeot 207 S2000) z nowym pilotem – Przemysławem Zawadą – zajmując 5. miejsce w klasyfikacji generalnej rajdu.
- 41. Rajd Świdnicki-Krause – 4. miejsce w klasyfikacji klasy 5; 6. miejsce w klasyfikacji 2WD; 16. miejsce w klasyfikacji generalnej rajdu
- 59. Rajd Wisły –  nie ukończony
- 28. Rajd Karkonoski – 3. miejsce w klasyfikacji klasy 5; 4. miejsce w klasyfikacji 2WD; 12. miejsce w klasyfikacji generalnej rajdu
- 22. Rajd Rzeszowski – 3. miejsce w klasyfikacji klasy 5; 8. miejsce w klasyfikacji 2WD; 17. miejsce w klasyfikacji generalnej rajdu
- Rajd Kauno Ruduo – 3. miejsce w klasyfikacji klasy 5; 3. miejsce w klasyfikacji 2WD; 7. miejsce w klasyfikacji generalnej rajdu
- 70. Rajd Polski – nie ukończony
- 23. Rajd Dolnośląski – 5. miejsce w klasyfikacji klasy 2; 5. miejsce w klasyfikacji generalnej rajdu

### 2014
W 2014 roku Gryc na dobre przesiadł się do auta czteronapędowego.
- W debiutanckim sezonie, Tomasz Gryc wraz z Przemysławem Zawadą zdobywają tytuł Mistrza Polski w klasie 3. Załoga zdobywa go startując N-grupowym Mitsubishi Lancerem Evo IX.

### 2015
2015 rok to przerwa w rajdowych startach dla Tomasz Gryca. Sezon został poświęcony na karting – Gryc, ostatecznie z dorobkiem 363 punktów, zakończył rywalizację w ROK GP na 8. miejscu w klasyfikacji generalnej.

### 2016
Rajdowe starty stają się dla Gryca priorytetem. Rozpoczyna starty ze swoim „startym-nowym” pilotem – Michałem Kuśnierzem. To także powrót do samochodu przednionapędowego – Peugeota 208 R2.
- Po zaciętej rywalizacji, Gryc i Kuśnierz zdobywają tytuły Wicemistrzów Polski w klasyfikacji 2WD oraz klasie 4. Załoga wystartowała także w wybranych rundach Rajdowych Mistrzostw Świata (WRC) i Rajdowych Mistrzostwach Europy (ERC):
- 84. Rallye Monte-Carlo – bardzo udany debiut w rundzie WRC; załoga kończy rajd na 6. miejscu w klasie RC4 (19 załóg zgłoszonych w klasie) i 41. miejscu w klasyfikacji generalnej[2]
- 40. Rally Islas Canarias - 3. miejsce w klasyfikacji ERC3, 26. miejsce w klasyfikacji generalnej rajdu.

### 2017
- W Rajdzie Dolnośląskim T. Gryc i M. Kuśnierz zakończyli rywalizację w czwartej rundzie RSMP na 3. miejscu w klasie 4, a do drugiej lokaty zabrakło im zaledwie 0,2 sekundy[3].